# American Basketball League
A American Basketball League (ABL) foi a primeira divisão de basquetebol profissional de todo o mundo, foi fundada em 1925 e encerrou suas atividades em 1955. Enquanto a National Basketball League era formada por equipes menores da cidade geralmente patrocinadas por empresas industriais, a ABL abrigava times maiores e com mais diversidade étnica.
Os principais times da ABL foram o Cleveland Rosenblums, o New York Celtics, o Boston Whirlwinds e o Philadelphia Sphas. Os jogadores geralmente eram imigrantes de outros países, principalmente judeus, italianos e irlandeses. As estrelas da época eram Nat Holman, Harry Boykoff, Bobby McDermott e Harry Litwak.
A liga foi considerada por muitos anos a principal do basquete dos Estados Unidos, mas os times eram liderados por promotores com pouco ou nenhum dinheiro. Com o surgimento da Basketball Association of America a empresa perdeu popularidade e acabou encerrando suas atividades em 1955.

## Campeonatos
| Temporada | Vencedor                     | Resultado                                                         | Vice-colocado                                                     |
| --------- | ---------------------------- | ----------------------------------------------------------------- | ----------------------------------------------------------------- |
| 1925-26   | Cleveland Rosenblums         | 3-0                                                               | Brooklyn Arcadians                                                |
| 1926-27   | Brooklyn Celtics             | 3-0                                                               | Cleveland Rosenblums                                              |
| 1927-28   | Brooklyn Celtics             | 3-1                                                               | Fort Wayne Hoosiers                                               |
| 1928-29   | Cleveland Rosenblums         | 4-0                                                               | Fort Wayne Hoosiers                                               |
| 1929-30   | Cleveland Rosenblums         | 4-1                                                               | Rochester Centrals                                                |
| 1930-31   | Brooklyn Visitations         | 4-2                                                               | Fort Wayne Hoosiers                                               |
| 1931-32   | Liga suspendeu as operações. | Liga suspendeu as operações.                                      | Liga suspendeu as operações.                                      |
| 1932-33   | Liga suspendeu as operações. | Liga suspendeu as operações.                                      | Liga suspendeu as operações.                                      |
| 1933-34   | Philadelphia Sphas           | 4-2                                                               | Trenton Moose                                                     |
| 1934-35   | Brooklyn Visitations         | 3-2                                                               | New York Jewels                                                   |
| 1935-36   | Philadelphia Sphas           | 4-3                                                               | Brooklyn Visitations                                              |
| 1936-37   | Philadelphia Sphas           | 4-3                                                               | Jersey Reds                                                       |
| 1937-38   | Jersey Reds                  | 4-2                                                               | New York Jewels                                                   |
| 1938-39   | New York Jewels              | 3-0                                                               | Jersey Reds                                                       |
| 1939-40   | Philadelphia Sphas           | 1-0                                                               | Washington Heurich Brewers                                        |
| 1940-41   | Philadelphia Sphas           | 3-1                                                               | Brooklyn Celtics                                                  |
| 1941-42   | Wilmington Blue Bombers      | Venceu os dois turnos do campeonato.                              | Venceu os dois turnos do campeonato.                              |
| 1942-43   | Philadelphia Sphas           | 4-3                                                               | Trenton Tigers                                                    |
| 1943-44   | Wilmington Bombers           | 4-3                                                               | Philadelphia Sphas                                                |
| 1944-45   | Philadelphia Sphas           | 2-1                                                               | Baltimore Bullets                                                 |
| 1945-46   | Baltimore Bullets            | 3-1                                                               | Philadelphia Sphas                                                |
| 1946-47   | Trenton Tigers               | Venceu por WO, tendo o Baltimore Bullets não disputado as finais. | Venceu por WO, tendo o Baltimore Bullets não disputado as finais. |
| 1947-48   | Wilkes-Barre Barons          | 2-1                                                               | Paterson Crescents                                                |
| 1948-49   | Wilkes-Barre Barons          | 3-2                                                               | Scranton Miners                                                   |
| 1949-50   | Scranton Miners              | 1-0                                                               | Bridgeport Aer-A-Sols                                             |
| 1950-51   | Scranton Miners              | 1-0                                                               | Wilkes-Barre Barons                                               |
| 1951-52   | Wilkes-Barre Barons          | 1-0                                                               | Scranton Miners                                                   |
| 1952-53   | Manchester British-Americans | 1-0                                                               | Wilkes-Barre Barons                                               |
| 1953-54   | Liga suspendeu as operações. | Liga suspendeu as operações.                                      | Liga suspendeu as operações.                                      |
| 1954-55   | Liga encerrada.              | Liga encerrada.                                                   | Liga encerrada.                                                   |